# Tjark Eltjo Bontkes
Tjark Eltjo Bontkes, Jzn. (Finsterwolde, 22 mei 1885 – Wymeer, 22 juli 1972), bijgenaamd Tjark Mijnheer (schuilnamen Buitenman, Dietrich Batavus), was een Gronings herenboer, landeigenaar, publicist en NSB-ideoloog.
Hij was een van de belangrijkste vertolker van de völkische of etnisch-nationale ideologie in de provincie Groningen gedurende het Interbellum. Zijn culturele opvattingen staan dicht bij die van de Ahnenerbe. Tegelijkertijd is hij een opvallende representant van het agrarisch fundamentalisme en van het autoritaire gedachtegoed dat wordt geassocieerd met de Junker-elite in het oosten van Duitsland. Typerend is zijn motto: "Der Bauer ist der rechte Mann, er ist der Welt Exempel".
Indirect hebben zijn denkbeelden de nodige invloed gehad. Bontkes' herhaalde oproepen om te komen tot nieuwe plattelandsorganisaties naar Duits model vonden tot 1940 echter nauwelijks weerklank.

## Leven
Tjark Bontkes behoorde tot de bovenlaag van rijke landbouwers in het Oldambt en noordelijk Westerwolde. Zijn vader Jan Bontkes (1854-1938) had een middelgrote boerderij met vijftig hectare land in Finsterwolde; zijn moeder Sietske Addens (1856-1886) stamde uit Bellingwolde. Hij heeft zijn moeder nauwelijks gekend; als kind bracht hij wel veel tijd door bij zijn grootouders in Bellingwolde. Hij bezocht de HBS in Winschoten en Groningen en ging op zijn negentiende naar de middelbare landbouwschool te Hildesheim (nu Michelsenschule) in de omgeving van Hannover. Deze school was nogal populair bij de gezeten boerenstand in Oost-Groningen; vooraanstaande boerenleiders als Derk Tonko Barlagen en Bouwe Markus Barlagen hadden er enkele jaren doorgebracht. Bontkes leerde in Hildesheim niet alleen – zoals hij zelf beweerde – iedere slop en steeg kennen, maar werd ook ondergedompeld in de politieke ideologie en de kameraadschapsgeest van het Duitse keizerrijk. De school gold sinds 1871 als een kweekvijver voor Pruisische reserveofficieren van boerenafkomst die er hun eerste militaire training kregen. De leraren waren fel nationalistisch gezind onder het motto "Van Ploeg tot Zwaard". Het autocratische en soms antisemitische gedachtegoed van de 'Bund der Landwirte' had in Hildesheim diepgaand wortel geschoten. De vriendschappen die Bontkes hier sloot, werden bepalend voor zijn levenspad.
Aansluitend bezocht hij de rij- en menschool te Elmshorn (Sleeswijk-Holstein), het centrum van de Holsteiner paardenfokkerij, waarna hij een tijdlang bedrijfsleider op een adellijk landgoed was. Ook later nog was hij actief als ruiter en paardenfokker. In 1910 trad hij in het huwelijk met Lucretia (Lucy) Tijdens (1886-1975), dochter van het radicale Kamerlid Boelo Tijdens (1858-1904) uit Nieuw-Beerta. Het echtpaar had elkaar leren kennen op een uitgaansavond bij Hotel 'Zur Blincke' in Bunde, waar rijke jongelui uit het Oldambt en de aangrenzen Duitse polders samenkwamen. Zijn overleden schoonvader was net als Bontkes zelf groot bewonderaar van Bismarck. In diens nalatenschap bevonden zich grote stukken onontgonnen heide en hoogveen. Het echtpaar vestigde zich in 1913 in Bellingwolde, waar ze de vrijstande villa 'Benvenuto' (Hoofdweg 46) hadden laten bouwen, die zes jaar later weer werd verkocht. Bontkes exploiteerde een boerderij te Veelerveen (tegenover de aardappelmeelfabriek), samen met zijn studievriend Roelof Deodatus Fzn. uit Roden. Een andere jeugdvriend, Klaas Dilling, was als hoofdopzichter van de Heidemij eerst bij ontginning van het Zeijerveld, daarna bij een soortgelijke project in het Hebrecht betrokken.
In 1919 verhuisde het gezin naar Assen, waar Bontkes samen met Deodatus het initiatief nam tot de oprichting van de Drentsch-Veenkoloniaal-Westerwoldsche Hypotheek- en Credietbank. Deze firma was bedoeld om de boerenstand aan betaalbare hypotheken te helpen, maar hij werd geen succes. De beide vrienden hielden zich daarnaast bezig  met de ontginning van heidevelden, terwijl Bontkes zelf een boerderij te Laaghalerveen exploiteerde die hij 'Veenlust'  noemde. Bontkes vond echter, ondanks de initiatieven die hij ondernam, geen aansluiting bij de burgerij in Assen en keerde in eind 1921 teleurgesteld terug naar Finsterwolde. "Veel bereikte ik […] niet, want ik stond te ver af van de besturende lichamen dezer stad", stelde hij later. De volgende zomer verhuisde het gezin naar een deftig pachtbedrijf (46 ha) in Bellingwolde. De boerderij in Finsterwolde werd sinds 1910 bestuurd door een bejaarde medewerker, sinds vele jaren een vertrouweling van de familie. Pas in 1931 kwam het gezin weer terug naar Finsterwolde.
Als boer was Bontkes niet erg succesvol; de bijnaam ''Tjark Mijnheer'' geeft aan dat men vond dat hij boven zijn stand leefde. Eind jaren dertig woonde Bontkes hij op boerderij 'Aalandsheem' oftewel 'Beukenhof' te Oudeschans (46 ha), maar in 1940 keerde hij terug naar zijn boerderij 'Lindenhof' te Finsterwolde. Na een verblijf elders in Duitsland vestigde hij omstreeks 1950 in Glimmen, daarna in Wymeer (Niedersachsen), waar hij in 1972 op 87-jarige leeftijd overleed.

### Nationaalsocialisme
Bontkes volgde de ontwikkelingen in Duitsland sinds zijn studietijd op de voet. Hij juichte de machtsgreep van de nazi's in januari 1933 toe en is vermoedelijk kort daarna toegetreden tot de NSB. Hij raakte bevriend met het Kamerlid Meinoud Rost van Tonningen, die als hoofdredacteur van het partijorgaan Het Nationale Dagblad hem de mogelijkheid bood zijn artikelen over landbouwpolitiek te publiceren. Ook ging hij over levensbeschouwelijke zaken schrijven. Hij was loyaal aan de Duitse bezetter en werd in februari 1941 benoemd tot onbezoldigd leider van de Hoofdafdeling 1: Volk en Bodem van de Nederlandse Landstand, een organisatie waarvan alle boeren, vissers en tuinders lid moesten worden. Ook Klaas Dilling kreeg hier een functie. Veel kon Bontkes echter niet uitrichten, mede omdat de schaarste aan benzine het particuliere autoverkeer lamlegde. Hij voelde zich niet serieus genomen. Nadat Rost van Tonningen min of meer op een zijspoor belandde, nam zijn speelruimte af. "Sedert U dat terrein hebt verlaten, kan ik in de N.S.B. pers moeilijk een stuk geplaatst krijgen", berichtte hij in augustus 1942 aan zijn beschermheer:
Ik hel tegenwoordig sterk over naar het Germaansche Rijk, waarin wij als stammen moeten binnen treden. Dan zal Friesland ontwaken, Eala, Freya, Fresena, ik schreef daarover een mooi artikel in de Noorder-storm. 
Bontkes had alle kaarten op de politiek gezet en zijn boerderijen verwaarloosd. Na Dolle Dinsdag vluchtte hij met zijn gezin naar Duitsland, vermoedelijk eerst naar Goslar, waar ook Florrie Rost van Tonningen haar kinderen bij familie had ondergebracht. De zoon Boelo Luitjen Bontkes (1911-1945) was hoofd van de Luchtbescherming en moest achterblijven in Finsterwolde; hij pleegde kort na zijn arrestatie in mei 1945 zelfmoord.
Na de oorlog keerde Bontkes niet terug  naar Nederland, waar hij hem arrestatie en berechting te wachten stond. Kennelijk om aan opsporing te ontkomen gebruikte hij de schuilnaam Dietrich Batavus. Bij verstek werd hij veroordeeld tot een boete van 10.000 gulden. De boerderijen in Oudeschans en Finsterwolde en  werden als vijandelijk vermogen in beslag genomen en in 1946 en 1950 verhuurd. Bontkes heeft zich daartegen verzet en spande procedures aan om deze bedrijven sneller in eigen beheer te krijgen, maar de Eerste Kamer wees zijn claims in 1959 af. Het bedrijf in Oudeschans verkocht hij daarom in 1952 aan steenfabrikant G.J.A. Strating.
Hij vestigde zich op het Kloostergoed Dünebroek te Wymeer, waarvan zijn neef mr. Nanno Hindrik Addens (1883-1972) een van de eigenaren was. Ook andere oud-NSB'ers die in Nederland door justitie werden gezocht vonden hier onderdak. Na de verdeling van het verkommerde landgoed verkochten de erven Hommo H. ten Have hun aandeel van 29 ha in 1951 aan Bontkes, die hier een traditionele boerderij liet bouwen, voorzien van typerende uileborden en windwijzers. Zijn vrouw verhuisde naar verluidt met de jongste dochter Jantje Geessiena (1919-1958) tijdelijk naar Leer, de andere dochter Sietske bleef bij haar vader wonen.

De boerderij 'Schwanenhof' vormde een trefpunt voor oud-nazi's. De naam verwijst naar de gedachte van heldendom, opoffering en hoop op herleving van de eigen idealen. Sietske Bontkes (1914-1988) bleef ook na haar vaders dood in 1972 trouw aan de principes van het nationaalsocialisme. Haar hartsvriendin Florrie Rost van Tonningen was hier geregeld te gast. Vader en dochter werden door de weduwe geprezen als dierbare vrienden van haarzelf en haar man. De weduwe plaatste na Sietske's dood een rouwadvertentie met enkele regels van de Vlaamse SS'er Ward Hermans:
Zo wordt het sterven licht, waarvan uw ondergang nog zingt één maal mijn eigen zwanenzang.
Alle gezinsleden werden na hun dood begraven in het familiegraf te Finsterwolde, dat getooid werd met het beeld van een opvliegende zwaan.

## Denkbeelden
De meningen over Tjark Bontkes zijn verdeeld. Ivo Schöffer rekende Dr. T. Bontkes in 1956 tot de theoretici van de NSB. NIOD-medewerker Nanno in 't Veld noemt hem twintig jaar later een onbeduidende meeloper in de volkse vleugel van de NSB. Biograaf Lammert Buning houdt zich op de vlakte.
Bontkes was volgens Buning een meester in het schrijven van ingezonden stukken, die hij bijna altijd geplaatst wist te krijgen. Zo schreef hij in de Winschoter Courant, in het Nieuwsblad van het Noorden, de Drentsche en Asser Courant, de Meppeler Courant en De Plattelander, het blad van de Plattelandersbond. Na 1935 vond hij ook een platform in Het Nationale Dagblad en andere NSB-organen. Zijn betere bijdragen werkte hij verder uit en bundelde ze in brochures, die hij grotendeels in eigen beheer uitgaf. In 1920 richtte hij de Vereeniging voor Economische Organisatie op, waarvoor hij het blad Het Noorden: Economisch maandblad voor Drenthe, Veenkoloniën, Westerwolde en aansluitende gebieden uitgaf, dat al na drie nummers werd omgedoopt tot Ons Land: Economisch maandblad voor Nederland. Deze laatste initiatieven waren echter geen lang leven beschoren.
Als spreker was hij minder succesvol. Hij slaagde er niet goed in zijn publiek te overtuigen, zijn woordkeus was enigszins zweverig, zijn stem soms te zwak en in de discussie zocht hij vooral de confrontatie. Dikwijls bleef hij rancuneus als zijn gelijk niet kon halen. Bestuurlijke verantwoordelijkheid heeft hij slechts gedurende kortere perioden gehad.

### Landbouworganisatie
Bontkes liet voor het eerst van zich horen tijdens de Eerste Wereldoorlog, toen hij pleitte voor de oprichting van een krachtige landbouworganisatie naar het model van de 'Bund der Landwirte', de belangen van het hele boerenstand zou behartigen en initiatieven zou nemen om het wegkwijnende platteland te ontwikkelen. Hij vond aanvankelijk steun bij het vrijzinnige Eerste Kamerlid Klaas de Boer Czn., oud-landbouwinspecteur Ferdinand B. Löhnis en de bekende schrijver en activist Frederik van Eeden, die hem later in Bellingwolde opzocht. Maar een vergadering bij Krasnapolsky te Amsterdam op 25 juni 1917 eindigde in verdeeldheid, nadat de belangrijkste genodigden zich hadden afgemeld. In plaats daarvan werd de volgende dag in Utrecht een Vereeniging van Nederlandsche Akkerbouwers opgericht, die aanmerkelijk meer succes had; zijn plaatsgenoot Geert Richtes Dallinga (1869-1954) trad toe tot het bestuur. Toen Bontkes in september op het 69e Landhuishoudkundige Congres in Assen ongevraagd het woord nam, snoerde voorzitter Van Rappart hem de mond en werd hij door een deel van het publiek weggefloten. Hij nam het achteraf vooral de gezaghebbende landbouweconoom Jan Smid (een bekende van zijn schoonfamilie) kwalijk dat deze zich niet duidelijk voor zijn plannen uitsprak.
Bontkes probeerde daarna aansluiting te krijgen bij de Economische Bond van oud-minister Willem Treub, maar haakte al snel af toen deze organisatie werd omgevormd tot politieke partij. De Plattelandersbond van Arend Braat was hem te sectoraal gericht, hoewel hij wel degelijk sympathie kon opbrengen voor Braats fractiegenoot Rients Feikes de Boer uit Siddeburen. Hij voelde zich eerder thuis bij de elitaire groep van 'Onafhankelijken', die zich een tijdlang rond jhr. Eltjo van Beresteyn, oud-Kamerlid voor het district Winschoten, had geformeerd.
In zijn eigen blad Ons Land toont Bontkes zijn afkeer van de "onzuivere ideeën" die zijns inziens tot oorlog en klassenstrijd hebben aangezet. De arbeiders worden weliswaar uitgebuit, maar ook opgejut door politieke agitatoren die hun leven erger voorstellen dan het is. Zodoende wordt de oproervaan gehesen en komen werkgevers en werknemers als verbitterde vijanden tegenover elkaar te staan. Elders getuigt hij van zijn weerzin tegen het bestaande partijenstelsel en het algemeen kiesrecht, dat zijns inziens alleen maar tot verdeeldheid heeft geleid.

### Plattelandscultuur
Bontkes vatte zijn gedachten in 1923 samen in een serie artikelen in de brochure Landelijke Cultuur, die hij koppelde aan een oproep Aan de Nederlandse landbouwers! in diverse kranten. Hij was vooral onder indruk geraakt van het werk van Oswald Sprengler, De ondergang van het Avondland uit 1918 en onderschreef diens gedachte dat alle beschavingen ten dode gedoemd zijn zodra zij het landelijk-intuïtieve beginnen te verliezen. De wereldstad vormt het eindpunt van een doodlopende weg. Moeten wij dan, zo stelt hij retorisch, als slippendragers fungeren voor opvattingen die niets anders zijn dan symbolen van een ondergaande beschaving? Moeten we zwichten voor opvattingen die onze regeeringsburelen overstelpen met ambtenaren en ons volk uitzuigen tot de laatste cent? Hij citeert de Oostenrijkse monarchist Peter Rosegger en volkse nationalisten als Julius Langbehn en Heinrich Sohnrey, maar hij verwijst ook naar Tolstoj en Nikolaj Grundtvig, de grondlegger van de Deense volkshogescholen, die de boerenstand opnieuw centraal wilden stellen. Hij is niet voor het stichten van nieuwe belangenorganisaties of politieke partijen. Die leiden slechts tot eigenbelang en verdeeldheid, tot praatjesmaken en baantjeszoekerij. Bontkes gelooft niet in de democratie:
Democratie was steeds symptoom van stedelijke culturen, die ten ondergang neigen, landelijke culturen brachten meer aristocratische leidíng (d.i. leiding van de besten). [...] De landman is niet democraat, want ook dit begrip behoort bij het mechanische, stedelijke leeven, waarin voor de organische mens geen plaats is.
De auteur pleit voor daarom krachtige organisaties die zich niet door geldzucht of macht, maar alleen door het algemeen belang laten leiden. Bontkes is een groot voorstander van volksopvoeding en pleit voor de stichting van dorpshuizen en volkshogescholen zoals in Duitsland en Denemarken. Hij stoort zich vooral aan de gebrekkige bereidheid om iets aan deze problemen te doen. In het Nieuwsblad van het Noorden gaat hij tekeer tegen "de verwilderde toestand waarin zowat overal onze dorpsjeugd verkeert", het "het geflirt van jongens en meiden" en de dodelijke messengevechten die in Oost-Groningen de kop hebben opgestoken.
Wat hem betreft moet er harder gewerkt worden: het B.L. Tijdenskanaal, aangelegd in 1911 op initiatief van zijn schoonvader, staat model voor de grootschalige oplossingen die hij voor zich ziet. Als we onze politieke tinnegieters wegsturen, zo stelt hij, kunnen we onmiddellijk beginnen "onze kanalen te graven door het Friese land [...], grote kanalen die miljoenen kosten, maar die ook miljoenen meer waard zijn". "Wij gaan de Zuiderzee dempen" en de "gedeeltelijke inpoldering van de Dollard" zou ook prachtig in de plannen passen. Mussolini wordt hier niet met name genoemd (Bontkes doet dat wel in 1924), maar diens inspiratie is onmiskenbaar.

In de Winschoter Courant kwam hij later geregeld op deze denkbeelden terug. Hij liet zich daarbij inspireren door het Duitse voorbeeld en zag volop ruimte voor nieuwe gemeenschappen van kleine, zelfwerkzame boeren. Het Nationale Dagblad schrijft in 1942:
Kameraad Boer Bontkes, uit Finsterwolde, heeft aan zijn lievelingsdenkbeeld: totale inpoldering van den Dollart – in de Oost-Groninger pers menig artikel gewijd, dat waard is in wijder kring gelezen te worden. Niet enkel in Nederland, doch ook aan de andere zijde van Dollart en Eems. Hij wil den Dollart alles ontnemen, wat deze in dollen overmoed, doch bovenal dank zij de epidemische ruzies tusschen de boeren der belendende heemgronden, in vijf groote overstroomingsaanvallen gedurende vele eeuwen heeft geroofd.

### Nationale Landbond
Toen eind jaren twintig de Grote Crisis uitbrak en de agrarische prijzen kelderden, nam Bontkes opnieuw het initiatief. Onder de kop Plattelanders verenigt U! pleitte hij net als vijftien jaar eerder voor een overkoepelende plattelandsorganisatie naar het model van de Duitse 'Reichslandbund', waaraan de politici verantwoording zouden moeten afleggen, wilden ze herkozen worden. De bestaande landbouworganisaties stelden zich zijns inziens veel te afwachtend op. Met name de Groninger Maatschappij van Landbouw onder leiding van Herman Derk Louwes liet het erbij zitten. Bontkes was een van de hoofdsprekers op een grote protestbijeenkomst te Assen in december 1931. Daar pleitte hij opnieuw voor de oprichting van een Nationale Landbond. De opkomst was zo groot dat Bontkes met een deel van het publiek moest uitwijken naar het Concerthuis, zodat de hoofdspreker Jan Smid, ideoloog van de beweging, in zaal Bellevue kon blijven. Ook bij gaf hij act de présence bij de oprichting van de Groninger Boerenbond in januari 1932. Het valt echter te betwijfelen of de stem van een rijke kleiboer uit het Oldambt voldoende gezag had in Drenthe en Westerwolde.
Over de nieuw opgerichte boerenbonden die uiteindelijk zouden opgaan in de Nationale Bond Landbouw en Maatschappij was Bontkes uiteindelijk niet enthousiast. Het waren hem te veel belangenorganisaties. Hij ging dan ook tekeer tegen Jan Smid, die zijn boodschap steeds meer beperkte tot de boerenstand. Het zou juist de bedoeling moeten zijn het hele Nederlandse volk te mobiliseren om de landbouw te redden. Wat Bontkes daarbij voor ogen stond was een soort opbouwwerk. Smid reageerde minzaam: hij was altijd vriendelijk gebleven, maar de plannen waren nog even vaag als vroeger. De redactie van bondsorgaan wenste evenmin te reageren: zij begrepen niet wat Bontkes met zijn afbrekende kritiek wilde bereiken. Bontkes hield zich voortaan afzijdig van de boerenbond en bleef lid van de afdeling Beerta van de Groninger Maatschappij van Landbouw. In Volk en Vaderland van december 1934 wond hij er geen doekjes om: "de volksbeweging, waarvan de tijd zwanger was, is gekomen, haar leider heet Mussert, niet Smid en weer verzuimden boeren het ogenblik".

### Ariosofie
Het lidmaatschap van de NSB en zijn vriendschap met Rost van Tonningen boden Bontkes een nieuw speelveld. Zijn fascinatie met esoterie en religieuze mystiek dateert al uit de beginjaren van de nazibeweging. In 1928 publiceerde hij een filosofisch artikel over Christendom en Germaanse heldenverering onder de titel Siegfried en Christus. Hij zou het onderwerp later verder uitwerken, het laatst een brochure uit 1939 met als ondertitel: Een synthese tusschen Germaansche en Christelijke wereldbeschouwing. De themathiek was die van een ondergaande beschaving die dringend verse impulsen nodig heeft:
Siegfried stond op de zonnige hoogte van een onverdorven ras, Christus daarentegen stond aan het einde van een op dwaalwegen geraakte beschaving, rijst daaruit in machtige zielegrootheid ten hemel en vindt bevrijding in de nieuwe wereld. Siegfried behoort aan de stormende jeugd, Christus aan den wijzen ouderdom.
De symboliek is ontleend aan Richard Wagners Ring der Nibelungen (1876). Het thema duikt daarna veelvuldig op in nationalistische lectuur, maar krijgt vooral vorm door aan Hitlers Mein Kampf uit 1924. Hier wordt de tragische heldendood van Siegfried, de hoofdpersoon uit het middeleeuwse Nibelungenlied, verbonden met de nederlaag in 1918 (de zogenaamde dolkstootlegende) en de hoop op wederopstanding van de Duitse natie. Bij Bontkes krijgt deze wederopstanding vervolgens een religieuze lading, die hij met de toekomst van de hele westerse cultuur verbindt. De inspiratie daarvoor ontleende hij aan de ariosofie, een geloofsleer die gebaseerd is op de superioriteit van het Arische ras.
Bontkes was vooral onder de indruk van het werk van de Duits-Nederlandse geleerde Herman Wirth, die net als hij al sinds de Eerste Wereldoorlog voor een herwaardering van de Nederlandse cultuur pleitte. Mogelijk had hij vernomen van de lezingen die Wirth in 1922 en 1923 in Friesland had gehouden en kende hij diens hoofdwerk Aufgang der Menschheit uit 1928. Aan diens uitgave van het beroemde Oera Linda Boek in 1933 wijdde hij in elk geval een lovend commentaar. Bontkes vergeleek de situatie in Groningen met die in Oost-Friesland, waar men veel bewuster met de overleveringen van het oude stamvolk omging: "Onze cultuur [is] de prooi geworden van allerlei vreemde invloeden. Daardoor is het volksleven en het volksbestaan tot in de ziel bedreigd". Wirth schetste daarentegen het beeld van oude Germanen, bij wie de opvoeding van het volk in handen was gelegd van "hoogstaande vrouwen", die daarvoor zijns inziens "een juister gevoel hebben dan de dikwijls meer verstandelijk aangelegde mannen".

## Motto
Bontkes' motto was: "Der Bauer ist der rechte Mann, er ist der Welt Exempel". Dit is ontleend aan het Lied der Landwirthe uit 1870 van de Biedermeierauteur Ludwig Eichrodt, opgenomen in het bekende zangboek Allgemeines Deutsches Commersbuch. De tekst is kenmerkend voor het agrarische fundamentalisme dat de Groninger boerenstand tussen 1880 en 1940 in zijn grip hield. Het lied is een parodie op Schiller's Räuberlied, dat voor een herkenbare melodie en een pakkende thematiek garant stond. De openingszin "Ein freies Leben führen wir, ein Leben voller Wonne", wordt hier: "Ein freies Eigen bauen wir, die Flur ist unser Wonne". Het lied vormt daarmee een implicitie kritiek op de stedelijke elites, die de boeren hun welvaart en vrijheid met wettelijke middelen zouden ontnemen. Daartegenover staat het boerenideaal dat de vrijheid van het kapitalisme wil onderwerpen aan een hogere orde waarin het belang van de hele bevolking centraal staat.
Der Landwirt ist der rechte Mann, 
Er ist der Welt Exempel, 
Mit ihm fing alle Ordnung an, 
Die Freiheit blüht in seinem Bann, 
Und baut der Eintracht Tempel. 

## Publicaties
- Landbouworganisatie bezien van het standpunt der volkshuishouding, Winschoten 1917
- De landbouw en de Economische Bond, Winschoten z.j. [1918]
- Afscheidsgroet, Assen 1921
- Landelijke cultuur, Winschoten z.j. [1923]
- 'Siegfried en Christus', in: Vragen van den Dag 43 (1928), p. 924-927
- 'Paul Ernst', in: Nieuw Nederland 2 (1935/36), p. 351-360
- 'De cultureele taak voor het Nederlandsche Nationaal-Socialisme', in: Nieuw Nederland 2 (1935/36), p. 739-744
- "Siegfried en Christus". (Een synthese tusschen Germaansche en Christelijke wereldbeschouwing), ca. 1939, 2e dr. [Winschoten] 1939